# Terre Hill
Terre Hill es un borough ubicado en el condado de Lancaster en el estado estadounidense de Pensilvania. En el año 2000 tenía una población de 1237 habitantes y una densidad poblacional de 1046.5 personas por km².

## Geografía
Terre Hill se encuentra ubicado en las coordenadas 40°9′27″N 76°3′1″O / 40.15750, -76.05028.

## Demografía
Según la Oficina del Censo en 2000 los ingresos medios por hogar en la localidad eran de $47 083 y los ingresos medios por familia eran $47 891. Los hombres tenían unos ingresos medios de $36 815 frente a los $21 442 para las mujeres. La renta per cápita para la localidad era de $19 128. Alrededor del 4.8% de la población estaba por debajo del umbral de pobreza.